# Masanosuke Watanabe
Masanosuke Watanabe (渡辺 政之輔, Watanabe Masanosuke, 7 de setembro de 1899 - 6 de outubro de 1928) foi um dirigente do Partido Comunista do Japão.

## Biografia
Watanabe nasceu em 1899 em Ichikawa, Chiba (prefeitura). Foi o filho de um artesão de tatames. Após formar-se na escola primária, em 1912, foi a Tóquio para trabalhar em uma loja de vinhos. Em 1917, trabalhou em uma fábrica de celulose, em Kamedo. Organizou o Sindicato Nacional de Operários da Celulose em Tóquio, em 1919. Entrou no Partido Comunista Japonês logo após sua fundação, em 1922. Em março de 1927, foi a Moscou, representando o PCJ no Comintern. Nesse mesmo ano, Watanabe voltou ao Japão e se tornou dirigente do partido. Em março de 1928, foi eleito o secretário geral do comitê central do PCJ. Casou-se com a ativista Tanno Setsu, também integrante do Partido Comunista.
Watanabe escapou do Japão durante as prisões em massa em 15 de março de 1928. Ele viajou para Formosa (atual Taiwan) disfarçado de comerciante de produtos secos. Há controvérsia em relação às circunstâncias de sua morte: fontes indicam que ele se matou em Keelung enquanto era perseguido pela polícia, enquanto outra afirma que ele foi assassinado pela polícia.
Ele usou o pseudônimo "Asano" durante seus anos no Partido Comunista.

## Influência
Watanabe é conhecido por ter ampliado a base operária do Partido Comunista Japonês, conectando-o aos crescentes sindicatos nas principais cidades, especialmente Tóquio. Com isso, reforçou uma identidade de base trabalhadora à organização, não apenas intelectual. Sua influência política marcou a resistência ao governo japonês autoritário das primeiras décadas de 1920, pressionando por melhores condições laborais e direitos políticos amplos.
Sua liderança no PCJ foi marcada por planos para racionalizar a organização clandestina, com influência do Comintern. Sua devoção integral ao comunismo o faz ser situado na geração original, dita "romântica" ou "idealista", dos lutadores socialistas japoneses, assim como sua companheira, Tanno Setsu. Muitos dessa geração acabaram presos e assassinados pelas forças repressivas do governo japonês.

## Leitura complementar
- "Revolutionary Worker Watanabe Masanosuke and the Japanese Communist Party", Asian Profile 3.4 (1975)